# Liste der Bodendenkmale in Hassendorf
In der Liste der Bodendenkmale in Hassendorf sind alle Bodendenkmale der niedersächsischen Gemeinde Hassendorf aufgelistet. Die Quelle ist der Denkmalatlas Niedersachsen. 
Der Stand der Liste ist der 30. November 2024.
Allgemein

Hassendorf im Landkreis Rotenburg (Wümme)

In den Spalten finden sich folgende Informationen des Bodendenkmales:
Lagegeographische Koordinaten
BezeichnungBezeichnung lt. Denkmalatlas
BeschreibungBeschreibung lt. Denkmalatlas
IDObjekt-ID
BildBild, ggf. zusätzlich mit Link zu weiteren Fotos im Medienarchiv Wikimedia Commons.

## Hassendorf
| Lage                       | Bezeichnung             | Beschreibung                                                                                  | ID       | Bild |
| -------------------------- | ----------------------- | --------------------------------------------------------------------------------------------- | -------- | ---- |
| 53° 7′ 43″ N, 9° 16′ 42″ O | Hassendorf 8, Grabhügel | Durchmesser ca. 12 m und Höhe ca. 0,6 m. SW-Hälfte abgepflügt. Funde und Alter nicht bekannt. | 28972214 | BW   |

### Hassendorf 1
- ID:28972064
- Gruppe von ehemals neun Grabhügeln. In der Gemarkung Hassendorf sind alle sechs Grabhügel erhalten, in der Gemarkung Höperhöfen einer. Durchmesser 10 – 22 Meter und Höhe von 0,4 – 1,1 Meter. In einem der heute zerstörten Hügel wurden in den 1920er Jahren beim Abtragen mehrere Keramikgefäße gefunden.

| Lage                       | Bezeichnung  | Beschreibung | ID       | Bild |
| -------------------------- | ------------ | --- | -------- | ---- |
| 53° 7′ 48″ N, 9° 16′ 48″ O | Hassendorf 1 | Durchmesser ca. 10 m und Höhe ca. 0,4 m. Funde und Alter nicht bekannt.                                                 | 28972070 | BW   |
| 53° 7′ 48″ N, 9° 16′ 47″ O | Hassendorf 2 | Durchmesser ca. 12 m und Höhe ca. 0,5 m. Funde und Alter nicht bekannt.                                                 | 28972071 | BW   |
| 53° 7′ 47″ N, 9° 16′ 49″ O | Hassendorf 3 | Durchmesser ca. 10 m und Höhe ca. 0,5 m. Funde und Alter nicht bekannt.                                                 | 28972077 | BW   |
| 53° 7′ 46″ N, 9° 16′ 49″ O | Hassendorf 4 | Durchmesser ca. 22 m und Höhe ca. 1,1 m. Funde und Alter nicht bekannt.                                                 | 28972078 | BW   |
| 53° 7′ 46″ N, 9° 16′ 50″ O | Hassendorf 5 | Durchmesser ca. 11 m und Höhe ca. 0,4 m. Funde und Alter nicht bekannt.                                                 | 28972079 | BW   |
| 53° 7′ 45″ N, 9° 16′ 45″ O | Hassendorf 6 | Durchmesser ca. 12 m und Höhe ca. 0,6 m. Durch Sandabbau im Süden zur Hälfte abgetragen. Funde und Alter nicht bekannt. | 28972080 | BW   |